# Maj Ibsen
Maj Ibsen (født 1984) er en dansk atlet fra 1999 i Københavns IF tidligere Søllerød Atletik Club (1998) og Holte Idrætsforening (-1997).
Ibsen vandt det danske indendørsmesterskab i trespring 1998 kun 14 år gammel og er dermed en af de yngste danske atletikmestre gennem tiderne.

## Danske mesterskaber
- Guld 1998 Trespring inde 9,75

| Atletikudøver | Spire Denne biografi om en dansk atletikudøver er en spire som bør udbygges. Du er velkommen til at hjælpe Wikipedia ved at udvide den. |

|  | Artiklen om Maj Ibsen kan blive bedre, hvis der indsættes et (bedre) billede Du kan hjælpe ved at afsøge Wikimedia Commons for et passende billede eller uploade et godt billede til Wikimedia Commons iht. de tilladte licenser og indsætte det i artiklen. |